# Anne-Marie Leduc
Anne-Marie Leduc (Ventron, 18 marzo 1937) è un'ex sciatrice alpina francese.

## Biografia
Sciatrice polivalente con maggior propensione alle prove tecniche sorella di Marguerite e Thérèse, a loro volta sciatrici alpine, Anne-Marie Leduc debuttò in campo internazionale in occasione del trofeo Arlberg-Kandahar 1957 (Chamonix, 8-10 marzo), dove si classificò 20ª nella discesa libera, 13ª nello slalom speciale e 17ª nella combinata; nel 1959 si piazzò 1ª e 3ª nei due slalom giganti del Grand Prix du Maurienne (La Toussuire, 5-6 aprile), aggiudicandosi la classifica generale. Nella stagione 1959-1960 vinse lo slalom speciale del Criterium de la première neige (Val-d'Isère, 18-21 dicembre), fu 3ª nella combinata del Grand Prix Feminine (Saint-Gervais-les-Bains, 21-23 gennaio) e ai successivi VIII Giochi olimpici invernali di Squaw Valley 1960 (19-27 febbraio), sua unica presenza olimpica nonché esordio iridato, si classificò 8ª nello slalom gigante e 17ª nello slalom speciale; nel 1961 si piazzò 3ª nello slalom gigante delle Silberkrugrennen (Badgastein, 3-5 febbraio) e 2ª in quello del Grand Prix du Savoie (Méribel, 22-23 marzo) e l'anno dopo ai Mondiali di Chamonix 1962 (10-18 febbraio), suo congedo iridato, fu 14ª nella discesa libera e 6ª nello slalom speciale. Disputò le sue ultime gare internazionali a Oberstaufen il 4-5 gennaio 1963.

## Palmarès

### Classiche
Criterium de la première neige
- 1 vittoria (slalom speciale a Val-d'Isère 1959)

Grand Prix du Maurienne
- 2 vittorie (slalom gigante/2, classifica generale a La Toussuire 1959)

### Campionati francesi
- 1 oro (slalom speciale nel 1961)[senza fonte]